# Angelo di Lorentino
Angelo di Lorentino (Arezzo, 1465 circa – Arezzo, 1527) è stato un pittore italiano.

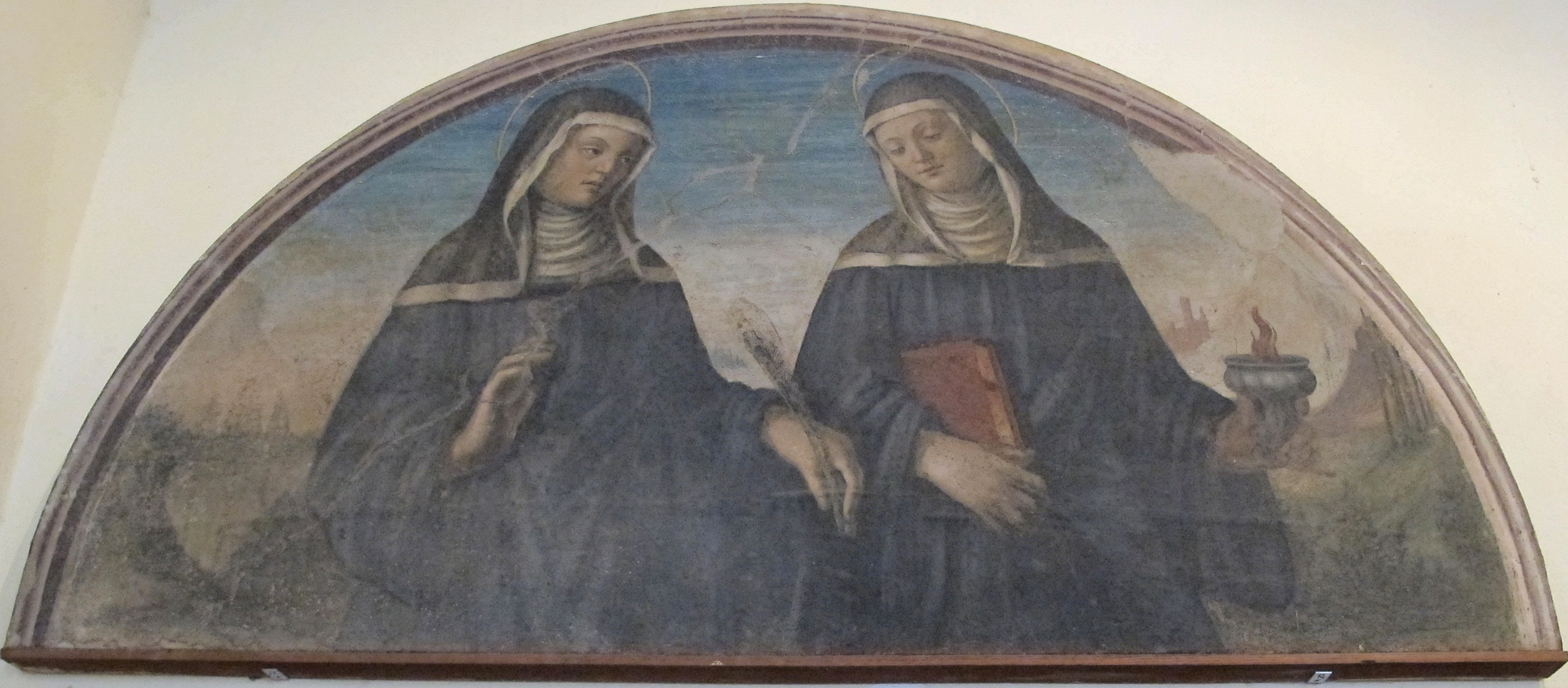
Lorentino d'Arezzo, Sante Flora e Lucilla (1490-1510 ca.), Museo d'arte medievale e moderna, Arezzo

Figlio di Lorentino d'Andrea, un allievo diretto di Piero della Francesca, fu chiamato erroneamente Lorentino d'Angelo da Vasari, il quale lo riferì come allievo di Piero sbagliandosi forse col padre. Sue opere si trovano in San Domenico ad Arezzo.